# Gestampte Muisjes
Gestampte Muisjes is een broodbeleg dat vooral erg populair is in Nederland, in het buitenland komt het vrijwel niet voor. Gestampte Muisjes is gemaakt van anijs en suiker en heeft qua smaak veel weg van anijshagel en anijsblokjes. Het wordt gemaakt door muisjes fijn te malen. Het woordmerk "Muisjes" is een geregistreerd merk van Koninklijke De Ruijter B.V.

## Oorsprong
De muisjes van De Ruijter vielen bij de gezeten burgerij erg goed in de smaak. Vooral toen enkele oudere dames, die de gesuikerde anijszaadjes wat hard vonden voor hun gebit, De Ruijter op het idee brachten de muisjes fijn te maken in de vijzel. Zo ontstonden de gestampte muisjes. Tegenwoordig worden de gestampte muisjes nog steeds gemaakt door de roze, blauwe en witte muisjes fijn te stampen.

## Leveringsproblemen
Na een afwezigheid van een jaar, kwamen eind oktober 2007 de gestampte muisjes weer terug in de schappen. De oorzaak van deze leveringsproblemen is dat De Ruijter de productie verplaatste van Baarn naar een nieuwe fabriek in Utrecht. De Ruijter gaf er de voorkeur aan om gedurende het jaar met beperkte productiecapaciteit hagelslag te blijven leveren en de muisjes tijdelijk uit de schappen te halen.
1. ↑  De Ruijter al 150 jaar 'muisjesmonopolist'. nos.nl. Geraadpleegd op 12 september 2020.